# Ngah Estella Shala
Ngah Estella Shala, née le 28 août 1978, est une femme politique camerounaise. Elle est députée de la IXe législature de l'assemblée nationale du Cameroun.

## Biographie
Ngah Estella Shala est née le 28 août 1978. Elle arrête ses études au secondaires et se lance dans le commerce.   
Ngah Estella Shala est une militante du RDPC. Elle est élue députée de la circonscription électorale de Bui centre dans la Région du Nord-ouest au terme des élections législatives de 2020. Elle est membre de la Commission des résolutions et des pétitions, de la 10ème Législature de l’Assemblée Nationale.  
Elle est la présidente du Réseau des femmes de Mbiame pendant plus d'une dizaine d'années.  